# 77th Infantry Division (United States Army)
La 77th Infantry Division (77ª Divisione di fanteria) era una divisione di fanteria dell'esercito degli Stati Uniti che ha partecipato alla Prima, alla seconda guerra mondiale e alla Guerra di Corea.

## Storia
Fu attivata per la prima volta il 18 agosto 1917 a Camp Upton a Yaphank nello stato di New York per partecipare alla Prima guerra mondiale, tornata negli Stati Uniti nell'aprile 1919 venne disattivata nel maggio dello stesso anno.
Nel 1921 venne riattivata come parte della United States Army Reserve per lo stato di New York, ed essendo la divisione di fanteria della riserva con più battaglie nel ruolino di servizio, fu la prima a ricevere gli ordini per entrare in servizio attivo allo scoppio della Seconda guerra mondiale, venendo organizzata a Fort Jackson in Carolina del Sud. Dopo aver partecipato ad alcune operazioni nell teatro del Pacifico venne smobilitata il 15 marzo 1946 tornando a far parte della riserva. Quando poi scoppiò la guerra di Corea la divisione venne poi trasferita dalla riserva all'esercito e poi inviata sul fronte dove prese parte a numerosi combattimenti. Dopo la guerra la divisione rientrò in patria e fu ritrasferita nella riserva, dove rimase fino alla definitiva disattivazione nel 1965.
Ad oggi il suo lignaggio è portato avanti dalla 77th Sustainment Brigade.